# Brochiraja asperula
Brochiraja asperula е вид хрущялна риба от семейство Arhynchobatidae.

## Разпространение и местообитание
Видът е разпространен в Нова Зеландия.
Среща се на дълбочина от 200 до 1300 m.

## Описание
На дължина достигат до 51 cm.